# Publilia erecta
Publilia erecta är en insektsart som beskrevs av Frederick Byron Plummer. Publilia erecta ingår i släktet Publilia och familjen hornstritar. Inga underarter finns listade i Catalogue of Life.